# Egy apró lehetőség (Csillagkapu)

## Ismertető
| Figyelem: Itt a Csillagkapu 4. évadjának cselekményét vagy a végkifejletet is olvashatod. |

A P4X-639-en, ahol a CSK-1 egy idegen régésszel, Malikai-jal találkozik, különösen erős a nap aktivitása. Amikor a geomagnetikus zavar eléri a csúcspontját, Malikai elkábítja Daniel Jacksont, a Csillagkapu aktiválódik a bolygón és a Földön is, majd egy villám találja el az oltár közelében álló Malikai-t, O'Neill ezredest és Teal’cet. A következő pillanatban O'Neill a CSKP étkezőjében találja magát egy kanál cukorkával a kezében egy reggeli közben folytatott beszélgetés kellős közepén Daniel Jacksonnal és Samantha Carterrel. Daniel egy kérdésére vár éppen választ O'Neilltől. Jack meglepetten kérdezi társait, hogy nem egy másik bolygón voltak-e még az előző pillanatban, ám szerintük egy ideje már az étkezőben ülnek. Ezután eligazításra sietnek. Az eligazítás a P4X-639 azonosítójú bolygóról szól. Jack és Teal'c úgy véli, ebben a témában már volt eligazítás, és el is mentek a bolygóra, felállítottak egy megfigyelőállást, amit azonban Carter, Daniel és Hammond tábornok szerint még csak most készülnek megtenni. Ebben a pillanatban nem tervezett aktiválás történik, Jack és Teal'c pedig előre megjósolja, hogy a CSK-12 érkezik és egyik tagjuk sebesült lesz. Dr. Fraiser kivizsgálja őket, mindent rendben talál, ám Hammond tábornok elhalasztja a 639-re induló küldetést, amíg rá nem jönnek, mi történik. Valamivel később ismét nem tervezett aktiválás történik a már korábban is észlelt energiakisülések kíséretében, és O'Neill újra az étkezőben találja magát a válaszra váró Daniel és Carter társaságában.
Az már ismert eligazításon Jack újra megpróbálja meggyőzni a társaságot igazáról, átesnek a doktornő vizsgálatán, Hammond tábornok halasztási parancsán, végül sikerül a tábornokot rábeszélni, hogy engedje el őket a bolygóra. Malikai színleli, hogy először látja a csapatot, ám később elszólja magát azzal, hogy tudja Sam nevét, rangját. Ekkor azonban újra aktiválódik a kapu és a villámlások után Jack ismét az étkezőben köt ki.
Az újabb eligazítást már a legelején megszakítja Jack, hogy az időhurokról beszéljen, amiben bent ragadtak Teal'ckel, ám az orvosi vizsgálatot ezúttal sem tudják elkerülni. Jack sürgeti Danielt, hogy fordítsa le az oltár feliratait, amivel Malikai gépét esetleg leállíthatják. Közben Sam tanácsára a következő villámokkal kísért aktiválást megelőzően megpróbálnak kitárcsázni, hátha megszakíthatják a kört ezzel. A kudarc nyilvánvaló, Jack ismét az étkezőben ül egy kanál cukorkával a kezében.
Újabb és újabb időhurkok átélése közben Jack és Teal'c Danielnek segít a feliratok fordításában, közben Jack elkezd latint tanulni, zsonglőrködni, ez utóbbit Teal'c is megtanulja. Ezután Jack „egy hurkot kihagy”, mert úgy érzi, kezd megőrülni. A következő időhurok során Daniel felveti, hogy mivel előre tudják, mi fog történni újra és újra, bármit megtehetnek, és a következmények miatt sem kell aggódniuk. Jack és Teal'c ezután néhány időhurkon át saját kedvteléseikkel foglalkoznak: O'Neill agyagozni tanul, biciklizik a bázison, Teal'ckel golfozik az indítócsarnokban, sőt Hammond tábornokra kiabál, amiért megzavarta a lövésben. Egy alkalommal kilép a Légierőtől is, hogy megcsókolhassa Cartert.
Végül Danielnek sikerül befejeznie a fordítást, és kiderül, hogy a P4X-639-en lévő gépezetet az Ősök építették, hogy egy számunkra ismeretlen katasztrófa elkerülése érdekében visszautazhassanak az időben. A gép sosem működött jól, mindig csak újabb időhurkokat generált, így az Ősök is abbahagyták a próbálkozást és várták a véget.
A CSK-1 újra visszatér a bolygóra, hogy Malikait és a gépet megállítsák. Eközben kiderül, hogy Malikai a tizenkét éve meghalt feleségét szeretné újra látni a gép segítségével. Jack beszél neki meghalt fiáról, és hogy ő sosem akarná újra átélni azt a traumát, ezzel sikerül meggyőznie Malikait, aki kikapcsolja a gépet az újabb időhurok kezdete előtt.
Jack, Sam és Daniel ismét az étkezőben beszélgetnek, Jack pedig élvezettel eszi a zabkását a sok-sok cukorka helyett, amit az időhurkok során reggelizett. Carter beszámolója szerint a Tok’ra három hónapja nem tudott kapcsolatot létesíteni a Földdel, vagyis akár ennél is régebb óta tarthatott az időismétlődés. Daniel végül megkérdezi O'Neill-t, nem gondolt-e arra, hogy valami őrültséget csináljon az időhurkokban. Jack válasz helyett csak hosszú pillantást vet Carterre, majd eszik tovább.

## Érdekességek
- Az ismétlődések egyszerűsítése érdekében a kellékesek O'Neill kanalára ragasztottak egy adag cukorkát, így minden körben ugyanazok a cukorkák szerepeltek a jelenetben.[1]
- Egy interjú során a producerek azt nyilatkozták, egy ideje keresték már a lehetőséget, hogy a kapun keresztül golfozás valahogyan képernyőre kerülhessen.[2] Nyilatkozatukból az is kiderül, hogy élvezték a forgatást, mert a megszokott Sam-Daniel kombináció helyett ezúttal Jack és Teal'c feladata volt, hogy megoldást találjanak a helyzetre.
- Amikor az epizód felvételeivel elkészültek, észrevették, hogy rövidebb lett a megszokottnál, így kihasználták a lehetőséget a humoros jelenetek beillesztésére, melyek többségét a forgatás közben találták ki.[1]
- A könyvet, melyből O'Neill latint kezd tanulni, Dr. Joseph Mallozzi írta, és az epizód egyik írójának neve szintén ugyanez.
- Amikor kipróbálják Carter ötletét a megelőző-tárcsázással, látható, hogy az utolsó tárcsázott szimbólum az Alfa kapu eredetszimbóluma. Itt egy hosszú időn át fennálló forgatási hiba történt, mert ebben az időben (4-5. évad) az antarktiszi, ún. Béta kapu helyettesítette az elveszett földi kaput, és a két kapu eredetszimbóluma különböző.

## Külső hivatkozások
- Stargate Wiki